# Mai fu
Mai fu – hongkoński przygodowy film akcji z elementami sztuk walki z 1973 roku w reżyserii Ho Meng Hua.
Film zarobił 172 695 dolarów hongkońskich w Hongkongu.

## Obsada
Źródło: Filmweb

- Ching Lee – Fan Hsiu-hsiu
- Shen Chan – Han Chung
- Ling Chiang – Ching Niang
- Hsiung Chiao
- Hsiung Chao – Wan Chao-fan
- Peng-fei Li – Wan Kung Wu
- Peng Peng – Wang Chung
- Chih-Ching Yang – Fan Tze-Lung
- Hsieh Wang – Tu Pa
- Dean Shek – Kang "Zimna twarz" Lieh
- Lin Tung – Chiao Chun
- Hao Chen – Tsai Hung
- Kuang Li – Li Biao
- Unicorn Chan
- Yuet Sang Chin
- Hsiao Chung Li
- Mars – Lao Er Ximen Tigers
- No Tsai
- Jackie Chan (niewymieniony w czołówce)